# Torneo de Córdoba (tenis)
El Torneo de Córdoba, también denominado como Córdoba Open, fue un torneo oficial de tenis de la ATP que se realizó en Córdoba, Argentina. Se llevó a cabo desde 2019 hasta 2024, y se jugaba sobre tierra batida, siendo de categoría ATP 250.
Reemplazó al Torneo de Ecuador, el cual se dio de baja debido a la falta de financiamiento para su ejecución. Da inicio a la gira sudamericana que continúa con el Torneo de Buenos Aires, luego el Río de Janeiro y terminando en el Abierto de Chile.

## Historia
Después de que se conociese la falta de financiamiento del Torneo de Ecuador y consecuentemente su baja del ATP Tour 250, se llegó a un acuerdo entre Octagon (empresa que tenía la propiedad del torneo de Ecuador) y Torneos para mover el torneo de Quito a la Ciudad de Córdoba. Así Argentina se convierte en el decimoséptimo país con al menos dos torneos del ATP Tour (se une a Estados Unidos, Australia, Francia, Brasil, México, España, Alemania, Italia, Suiza, Holanda, Turquía, Gran Bretaña, China, Austria, Suecia y Rusia). En un principio el torneo se realizaría en el Córdoba Lawn Tennis, pero luego de un fuerte financiamiento por parte del Gobierno de la Provincia de Córdoba, se movió a las inmediaciones del Estadio Mario Alberto Kempes, con tribunas y canchas diseñadas especialmente para la ocasión logrando una capacidad para 5000 personas en la cancha principal.
El 5 de marzo de 2024, oficializaron su baja por falta de infraestructura fija y figuras extranjeras.

## Instalaciones
El torneo fue desarrollado en tres pistas: una Cancha Central, Cancha 1 y Cancha 2, en el predio del Estadio Kempes. Para la primera edición de 2019 fueron armadas tribunas tubulares y luz artificial para disputar encuentros de noche.

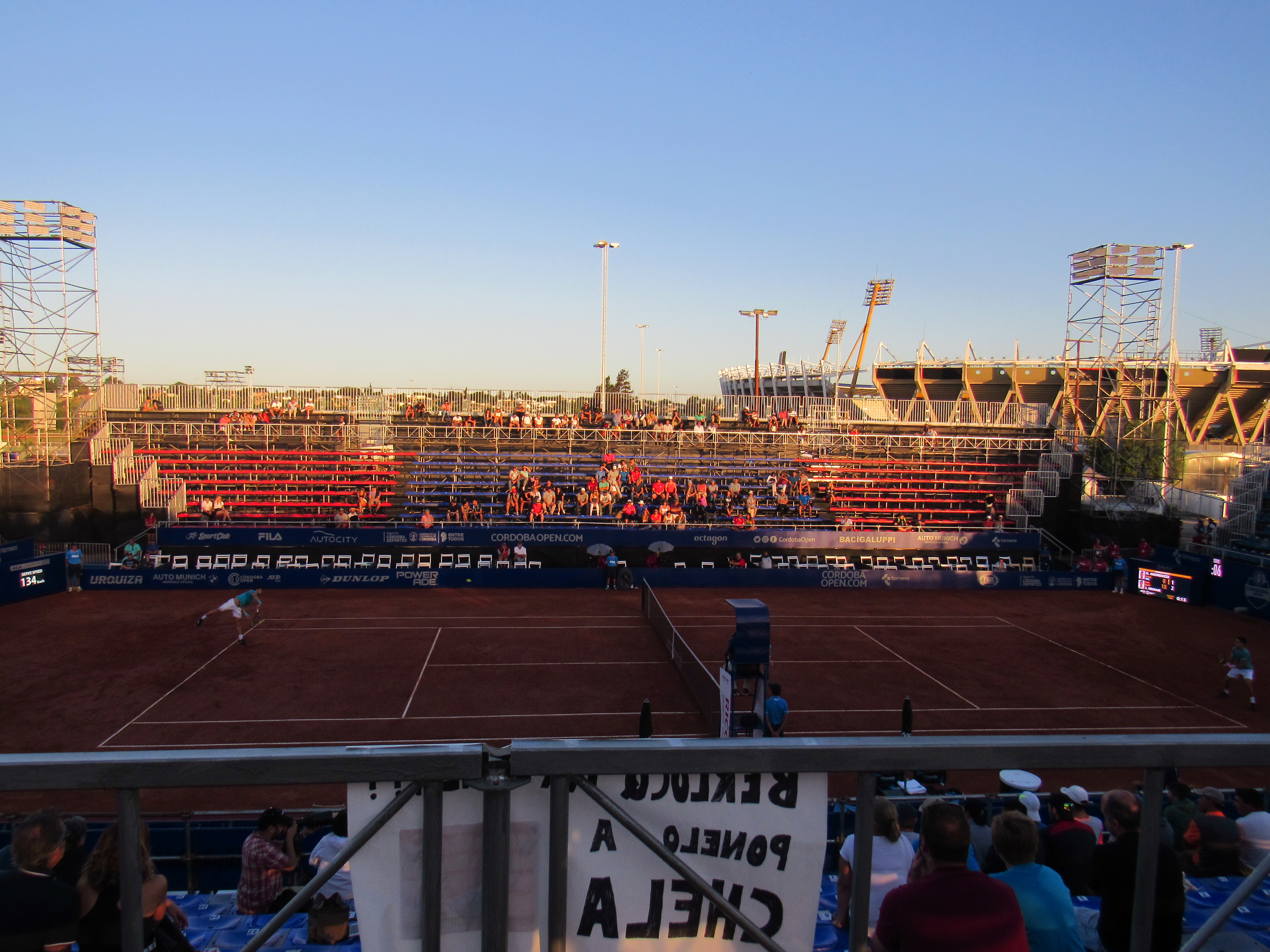
Cancha central, con el Estadio Kempes de fondo.
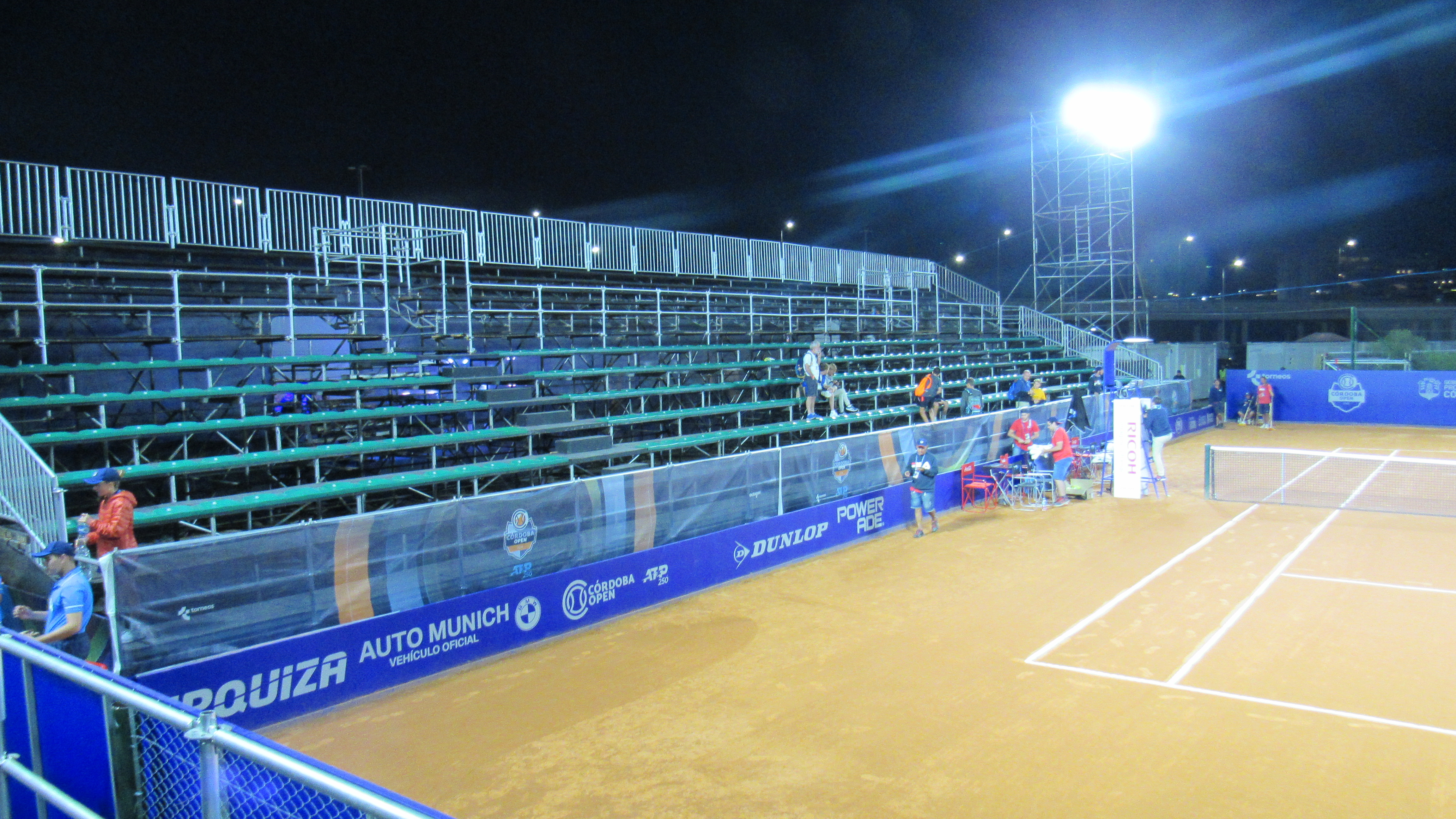
Tribuna lateral de la Cancha 1.
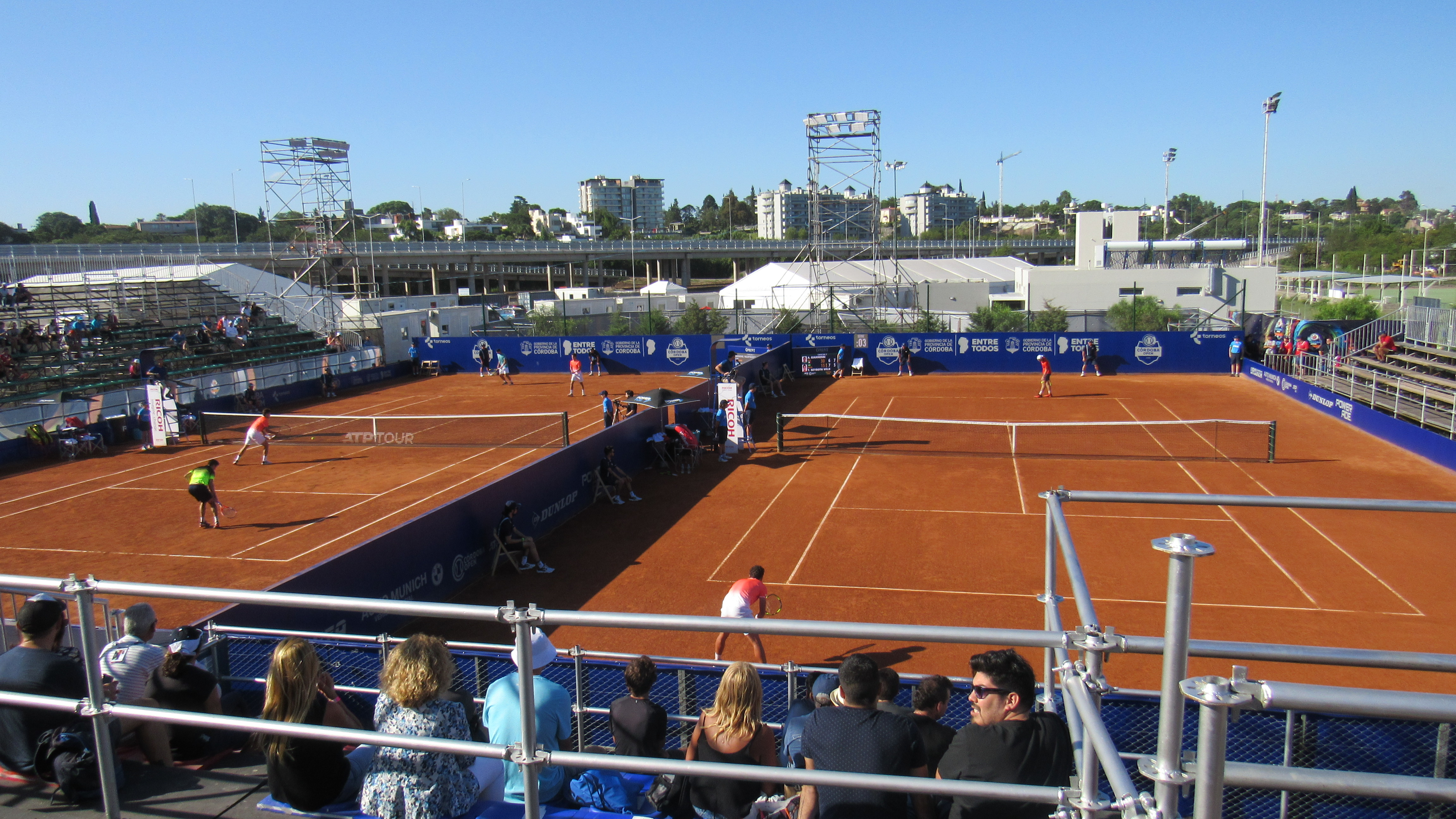
Cancha 1 (izquierda) y Cancha 2 (derecha).
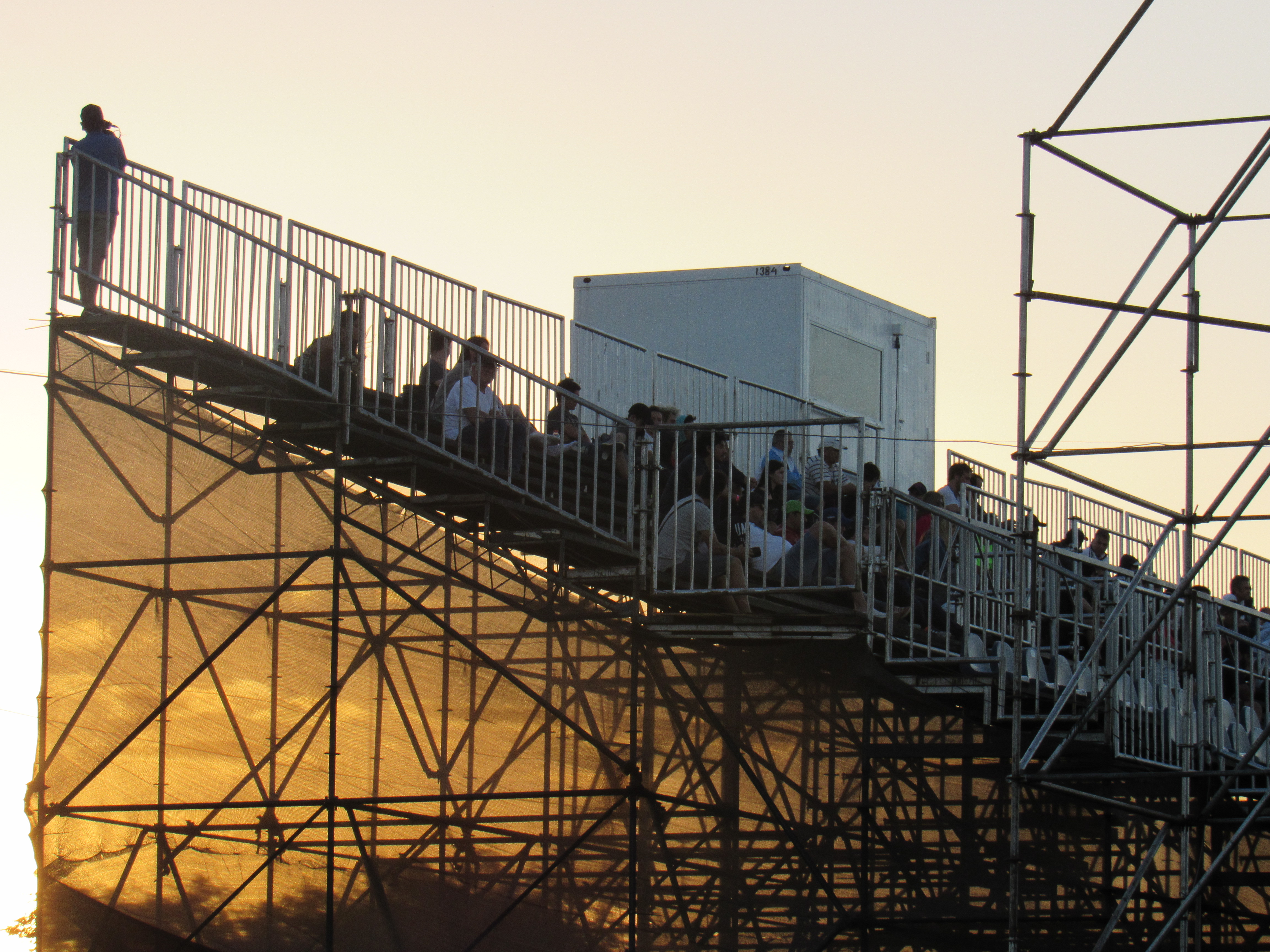
Tribuna de la Cancha Central, con la cabina de transmisión.

## Palmarés

### Individual masculino
| Año  | Campeón               | Subcampeón        | Resultado     |
| ---- | --------------------- | ----------------- | ------------- |
| 2019 | Juan Ignacio Lóndero  | Guido Pella       | 3-6, 7-5, 6-1 |
| 2020 | Christian Garín       | Diego Schwartzman | 2-6, 6-4, 6-0 |
| 2021 | Juan Manuel Cerúndolo | Albert Ramos      | 6-0, 2-6, 6-2 |
| 2022 | Albert Ramos          | Alejandro Tabilo  | 4-6, 6-3, 6-4 |
| 2023 | Sebastián Báez        | Federico Coria    | 6-1, 3-6, 6-3 |
| 2024 | Luciano Darderi       | Facundo Bagnis    | 6-1, 6-4      |

### Dobles masculino
| Año  | Campeones                          | Subcampeones                           | Resultado   |
| ---- | ---------------------------------- | -------------------------------------- | ----------- |
| 2019 | Roman Jebavý Andrés Molteni        | Máximo González Horacio Zeballos       | 6-4, 7-6(4) |
| 2020 | Marcelo Demoliner Matwé Middelkoop | Leonardo Mayer Andrés Molteni          | 6-3, 7-6(4) |
| 2021 | Rafael Matos Felipe Meligeni Alves | Romain Arneodo Benoît Paire            | 6-4, 6-1    |
| 2022 | Santiago González Andrés Molteni   | Andrej Martin Tristan-Samuel Weissborn | 7-5, 6-3    |
| 2023 | Máximo González Andrés Molteni     | Sadio Doumbia Fabien Reboul            | 6-4, 6-4    |
| 2024 | Máximo González Andrés Molteni     | Sadio Doumbia Fabien Reboul            | 6-4, 6-1    |